# Plan d'études romand
Le Plan d'études romand est un projet pédagogique chapeautant différents projets éducatifs concernant la Suisse romande et émanant de la Conférence suisse des directeurs cantonaux de l'instruction publique et s'inscrivant dans le cadre du projet HarmoS au sein du système éducatif suisse.

## Description
Son pendant suisse-allemand est nommé le "Lehrplan 21".
Depuis la rentrée 2013-2014, tous les élèves en Suisse romande étudient d'après le plan d'études romand.